# Dolina Jałowiecka

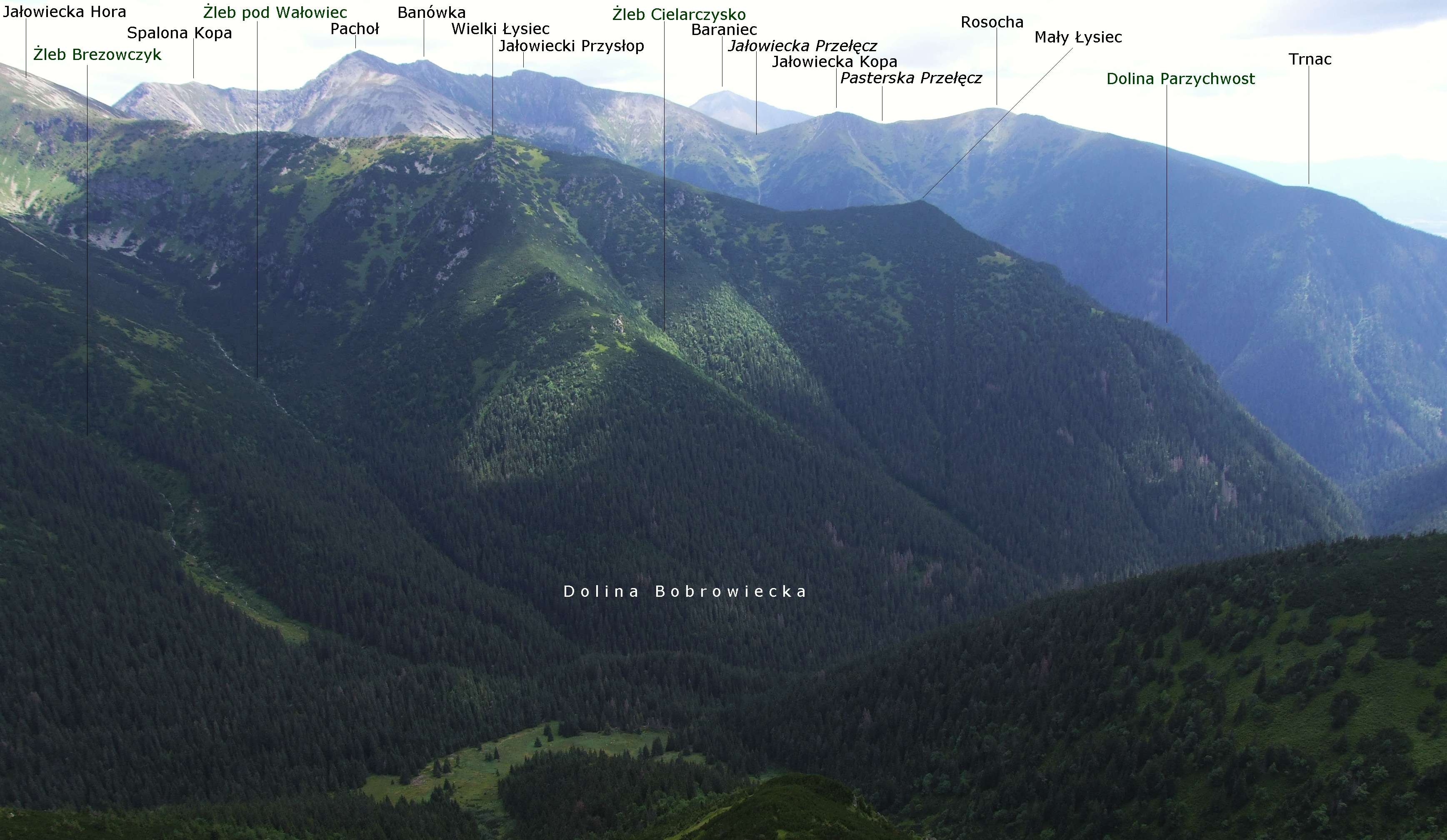
Dolina Jałowiecka, widok z Siwego Wierchu

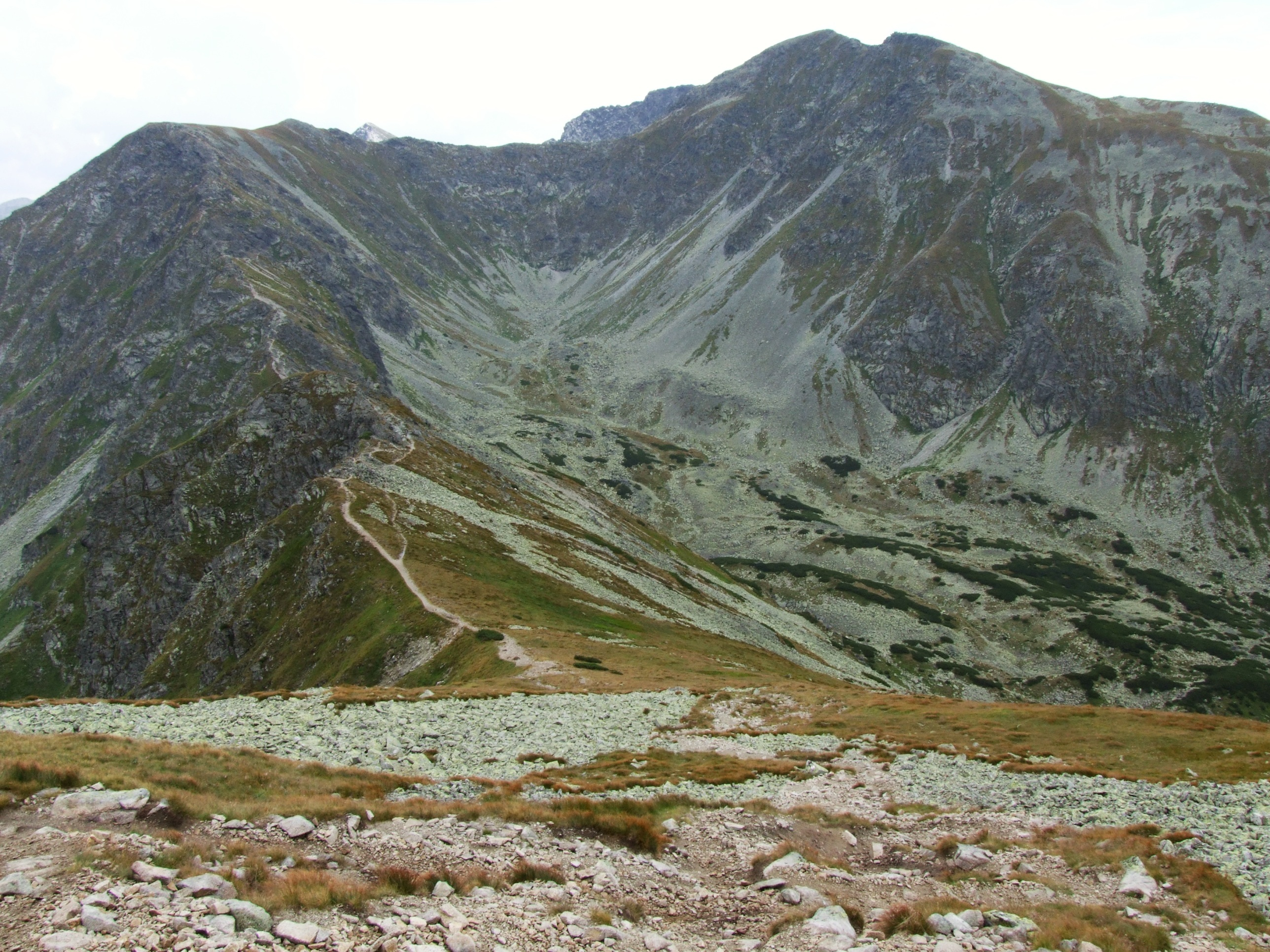
Głęboki Worek – kocioł lodowcowy w odgałęzieniu Doliny Jałowieckiej

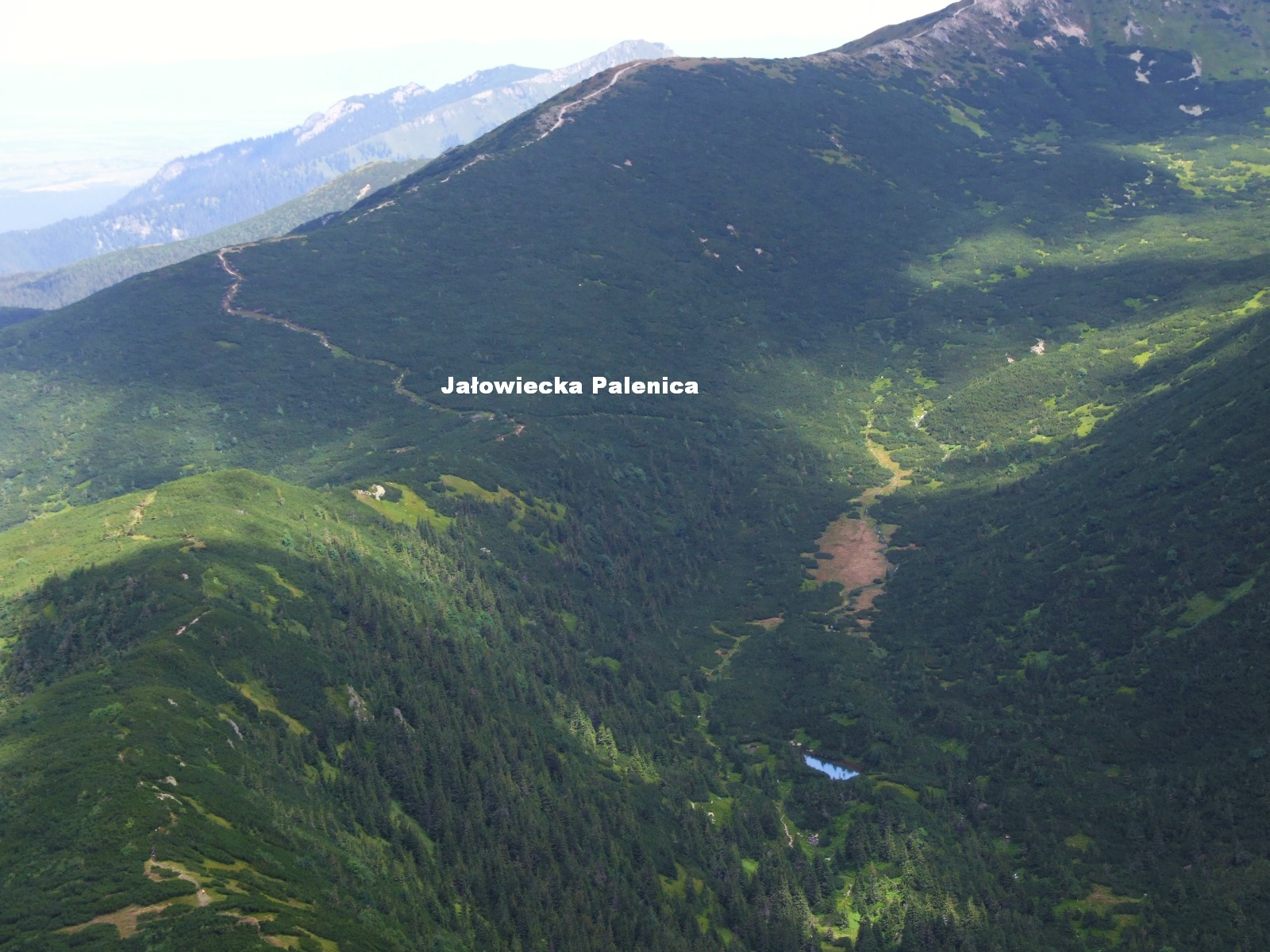
Dolina Bobrowiecka Liptowska – główny ciąg Doliny Jałowieckiej

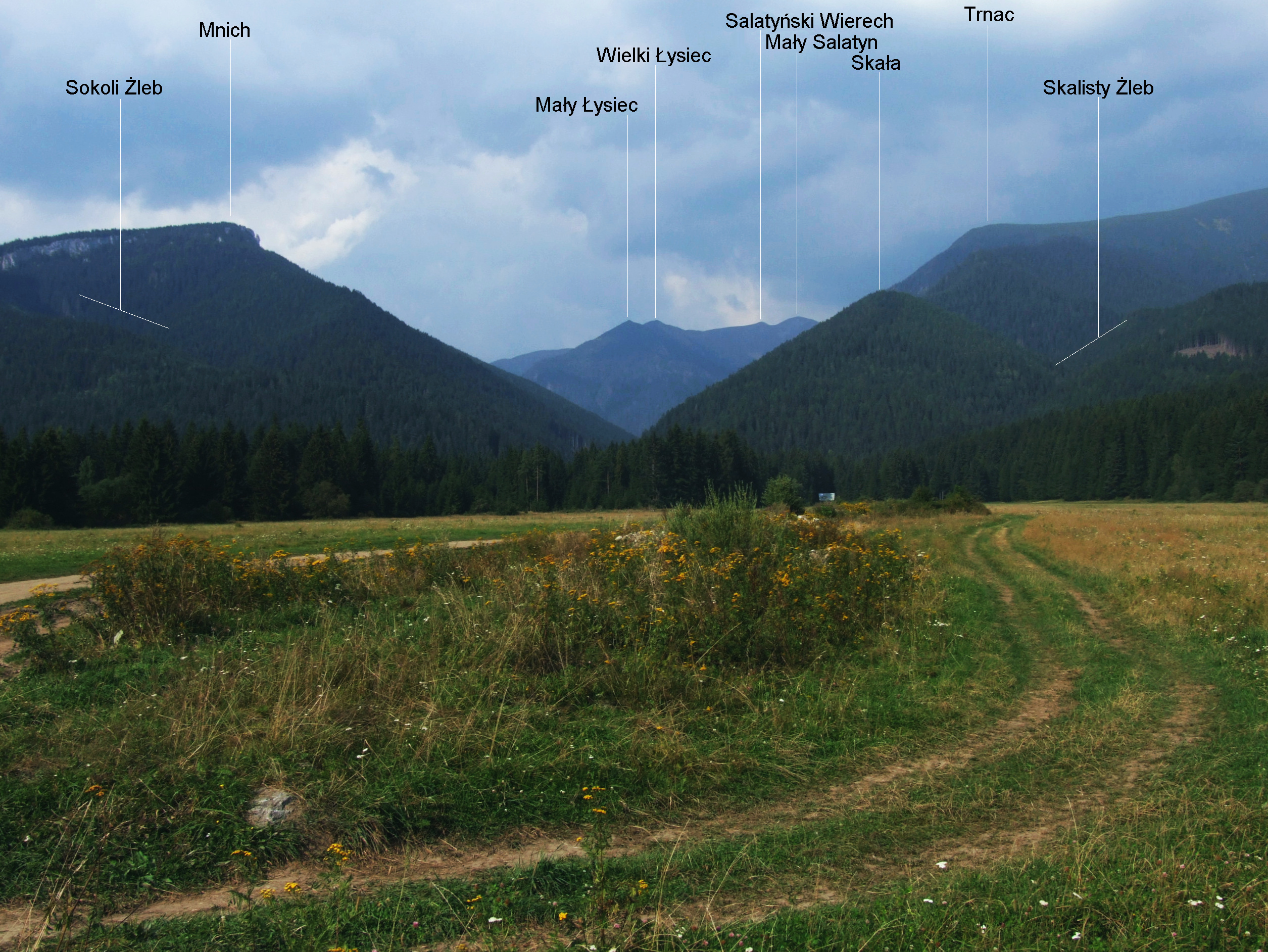
Wylot Doliny Jałowieckiej

Dolina Jałowiecka (słow. Jalovecká dolina, Jalovská dolina) – dolina walna w zachodniej części słowackich Tatr Zachodnich.

## Topografia
Górna część doliny podchodzi pod grań główną na odcinku od Banówki po Siwy Wierch. Od wschodniej strony obramowanie doliny tworzy Grań Rosochy i najbardziej zachodnia odnoga Rosochy z Trnacem, Rokitowcem i Skałą, od zachodniej długa grań ciągnąca się od Siwego Wierchu poprzez Ostrą, Wielką Kopę, Małą Kopę, Babki, Szczawne i Sokół. Wylot doliny znajduje się na wysokości ok. 800 m n.p.m. w miejscowości Jałowiec na Liptowie. W górnej części dolina rozgałęzia się. Główny ciąg stanowi Dolina Bobrowiecka Liptowska, która ciągnie się pod szczyt Brestowej (1934 m) w grani głównej. Drugie główne odgałęzienie to dolina Parzychwost ciągnąca się po Banówkę (2178 m, najwyższy punkt w otoczeniu doliny) i Pachoł (2167 m) – obydwa szczyty również znajdują w grani głównej. Dolina Parzychwost ma boczną odnogę – Dolinę Głęboką z kotłem lodowcowym zwanym Głębokim Workiem. Mniejszymi odgałęzieniami i żlebami Doliny Jałowieckiej są: Sokoli Żleb, Mnichowy Żleb, Zapaczny Żleb, Zabijaczny Żleb, Rokitowiec, żleb Brzezowczyk, Żleb pod Wałowiec, żleb Cielarczysko. Rozpiętość pionowa doliny wynosi aż 1380 m.

## Opis doliny
Cała dolina ma długość 8,5 km. Jej dolna część to głęboki jar o stromych zboczach i długości ok. 3 km. Dolina zbudowana jest głównie z gnejsów i łupków krystalicznych. W górnych partiach północno-wschodniej części doliny spotyka się granitoidy, a w części zachodniej występują skały osadowe: dolomity i wapienie. Górna część doliny była zlodowacona. Po zlodowaceniach pozostało kilka kotłów lodowcowych. Jednym z nich jest położony pomiędzy Spaloną Kopą i Pachołem Głęboki Worek – najwyższe piętro doliny Parzychwost. Ostatni lodowiec miał grubość ok. 110 m i długość ok. 4,3 km. W rejonie Kotlin (w pobliżu przełęczy Palenica Jałowiecka) w plejstocenie występowało zjawisko przepływu lodów przez główną grań w kierunku północnym (transfluencja lodowca).
Duże zróżnicowanie podłoża (zarówno skały osadowe, jak i krystaliczne) powoduje, że występuje tutaj bogata gatunkowo szata roślinna. W 1988 r. lasy zajmowały 44% powierzchni, kosówka 32%, a hale 24%. Od kiedy zaprzestano wypasu, stopniowo zmniejsza się powierzchnia hal na korzyść lasów, a zwłaszcza kosówki, dawniej silnie przetrzebionej na potrzeby pasterstwa.
W głównym ciągu doliny znajdują się trzy niewielkie jeziora zwane Bobrowieckimi Stawkami: Czarny Stawek, Mały Stawek (najmniejszy, w związku z czym często pomijany przez polskojęzyczne źródła) i Biały Stawek. Niekiedy wysychają.
Głównym potokiem jest Jałowiecki Potok powstający z połączenia Potoku z Polany i Parzychwostu. Odmienny pogląd – oparty przede wszystkim na wielokrotnej różnicy w wielkościach przepływu – występuje we wszystkich źródłach słowackich. Zgodnie z nimi górny bieg Jałowieckiego Potoku stanowi odcinek nazywany w polskich źródłach potokiem Parzychwost, natomiast Potok z Polany jest wyłącznie prawym dopływem Jałowieckiego Potoku.

## Historia i turystyka
Dolina Jałowiecka jest jedną z dolin tatrzańskich mało znanych i rzadko odwiedzanych przez Polaków. Dla turystów polskich opisał ją Ludwik Zejszner, który w 1835 r. wędrował tędy, podziwiając „szczyty z wysokogórskim wejrzeniem”. Z Polaków prowadzili tutaj obserwacje także botanik Bolesław Kotula i fizjograf Antoni Rehman. Dzisiaj opuszczona dolina niegdyś wrzała intensywnym życiem pasterskim. W 1925 r. wypasano w niej 1220 owiec, a oprócz tego źrebięta, woły i konie. Centrum gospodarcze doliny stanowiła Bobrowiecka Polana. Oprócz niej były jeszcze następujące polany: Praszywe, polana Parzychwost, polana Wałowiec, Nowa Hala, Niedźwiedzia Polana i polana Czerwieniec. Doliną prowadziła dość uczęszczana, kiepskiej jakości droga gospodarcza z Orawy na Liptów (przez Palenicę Jałowiecką). W dawnych wiekach prowadzono też tutaj prace górnicze (wskazują na to miejscowe nazwy topograficzne).
Doliną prowadzą znakowane szlaki turystyczne. Do rozdroża do Parzychwostu są dostępne przez cały rok, powyżej rozdroża tylko w sezonie letnim (15 czerwca – 30 października). Ruch turystyczny jest tutaj niewielki.

## Szlaki turystyczne
– żółty: Jałowiec – rozdroże pod Tokarnią – Przesieka – rozdroże do Parzychwostu – Palenica Jałowiecka.
- Czas przejścia z Jałowca do Przesieki: 1:05 h, ↓ 45 min
- Czas przejścia od Przesieki do rozdroża do Parzychwostu: 1:35 h, z powrotem tyle samo
- Czas przejścia od rozdroża do Parzychwostu na Palenicę Jałowiecką: 2 h, ↓ 1:30 h

  – czerwony (fragment Magistrali Tatrzańskiej): rozdroże pod Tokarnią – Przesieka – Dolina Żarska. Czas przejścia: 1:50 h, z powrotem tyle samo
  – zielony Doliną Głęboką: rozdroże do Parzychwostu – Praszywe – Pośrednia Salatyńska Przełęcz. Czas przejścia: 2:30 h, ↓ 2:10 h
  – niebieski Doliną Parzychwost: rozdroże do Parzychwostu – Praszywe – Banikowska Przełęcz. Czas przejścia: 2:30 h, ↓ 2 h